# Lasiopsis balgensis
Lasiopsis balgensis är en skalbaggsart som beskrevs av Siuiti Murayama 1941. Lasiopsis balgensis ingår i släktet Lasiopsis och familjen Melolonthidae. Inga underarter finns listade i Catalogue of Life.